# Najib El Abbadi
Najib El Abbadi (Luik, 7 maart 1981) is een Belgisch-Marokkaanse voetballer. Zijn positie is aanvaller en hij staat onder contract bij Stade Waremme. El Abbadi speelde vooral in de provinciale reeksen, tot hij in 2004 aan de slag kon in tweede klasse bij het noodlijdende CS Visé. Hij werd er clubtopschutter met 14 doelpunten in 23 wedstrijden. Deze opmerkelijke prestatie leverde hem een contract op bij Oud-Heverlee Leuven. Een jaar later is El Abbadi aan zijn derde profclub toe, namelijk AS Eupen. In juni 2007 viel El Abbadi uit met een blessure aan de ligamenten. Na passages bij FC Luik en RFC Kelmis speelde El Abbadi voor RCS Verviers dat uitkomt in derde klasse.

## Carrière
- 2002-2004:  Alliance Melen-Micheroux
- 2004-2005:  CS Visé
- 2005-2006:  Oud-Heverlee Leuven
- 2006-2007:  AS Eupen
- 2008:  FC Luik
- 2008-2009:  RFC Kelmis
- 2009-2010:  RCS Verviers
- 2010-2011:  RRFC Montegnée
- 2011-... : Stade Waremme